# Ectinosoma reductum
Ectinosoma reductum är en kräftdjursart som beskrevs av Bozic 1954. Ectinosoma reductum ingår i släktet Ectinosoma och familjen Ectinosomatidae.

## Underarter
Arten delas in i följande underarter:
- E. r. listensis
- E. r. reductum